# Rébellion de Jōkyō
La rébellion de Jōkyō (貞享騒動, Jōkyō Sōdō), ou soulèvement de Kasuke, est une révolte paysanne de grande ampleur survenue en 1686 (au cours de la troisième année de l'ère Jōkyō durant l'époque d'Edo) à Azumidaira au Japon. Azumidaira à l'époque, fait partie du domaine de Matsumoto sous le contrôle du shogunat Tokugawa. Le domaine est alors dirigé par le clan Mizuno. De nombreux soulèvements paysans sont signalés à l'époque d'Edo et dans de nombreux cas, les dirigeants des soulèvements sont exécutés après-coup. Ces dirigeants exécutés sont admirés en tant que gimin et le plus célèbre d'entre eux est sans doute Sakura Sōgorō. Gimin signifie martyr, dans le sens non religieux. Mais la rébellion de Jōkyō est unique en ce que non seulement les meneurs de l'insurrection, mais aussi une jeune fille de seize ans qui a aidé son père Oana Zembei, adjoint d'un des meneurs, est capturée et exécutée. Par ailleurs, les chefs de l'insurrection reconnaissent clairement l'enjeu. Ils sont conscients que la vraie question est celle de la violations des droits de l'homme parce que le niveau de l'impôt nouvellement soulevé est équivalent à un taux d'imposition de 70%, taux impossible à assumer. De façon étonnante cependant, les Mizuno compilent le Shimpu-tōki, document officiel sur le domaine de Matsumoto rédigé quarante ans après le soulèvement. Ce Shimpu-tōki est la source majeure et crédible d'informations concernant le soulèvement.

## Contexte
Depuis plusieurs années, de rigoureux hivers provoquent de mauvaises récoltes. Les agriculteurs d'Azumidaira en souffrent et beaucoup de gens meurent de faim. La pauvreté est endémique. Dans ces circonstances, certains ménages doivent vendre leurs filles à des maisons closes et d'autres tuer les nouveau-nés. Certains chefs de village comme Tada Kasuke et Oana Zembei essayent de soulager la souffrance des agriculteurs en donnant du riz de leurs propres entrepôts. Mais leurs actes d'équité sont sévèrement réprimandés par les fonctionnaires du domaine de Matsumoto. Tada Kasuke est congédié de son poste de chef du village de Nakagaya et Oana Zembei de celui de chef du village de Nire. 
Puis à l'automne de 1686, le gouvernement du domaine augmente les impôts à un niveau exorbitant. Le seigneur du domaine qui est absent à l'époque n'est de toute évidence pas informé de la hausse d'impôt. La raison de cette hausse est que le gouvernement du domaine a besoin de plus d'argent. Le seigneur du domaine de Matsumoto est un fudai daimyo qui est obligé d'effectuer de nombreuses fonctions et doit donc dépenser beaucoup d'argent. Les seigneurs des domaines voisins de Takatō et Takashima ne sont pas soumis à une telle pression pour exercer ces fonctions, même s'ils sont parties du domaine de Matsumoto. Ils collectent de leurs communautés des impôts moins élevés. Lorsque les agriculteurs d'Azumidaira sont informés de la hausse de l'impôt, l'ambiance entre les collecteurs d'impôts et les paysans se tend car leurs voisins n'ont pas à payer le même montant de taxes.

## L'événement

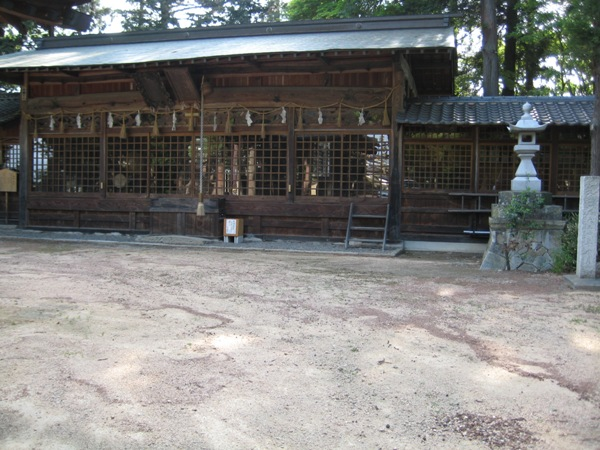
Le sanctuaire Kumano, lieu des rencontres secrètes des fermiers

### Rencontres secrètes
En octobre 1686, Tada Kasuke convoque une douzaine d'agriculteurs de confiance pour une réunion secrète tenue dans le Kumano-jinja local. Cet endroit sacré est un lieu approprié pour discuter de la question de la survie des paysans. Après une série de réunions, Tada Kasuke et ses partisans en arrivent à la conclusion que faire appel au bureau du magistrat à Matsumoto est inévitable. Ils décident de le faire même s'ils savent que faire appel leur est interdit. Les hommes mariés divorcent de leurs épouses et les renvoient au domicile de leurs parents. Ils préparent ensuite une lettre d'appel en cinq articles dans laquelle ils demandent humblement une réduction de la taxe.
Les cinq points de la lettre d'appel sont les suivants :
1. La taxe de rendement sur le riz après traitement est trop lourde.
2. Nous demandons une réduction de l'impôt de riz au niveau de celui de deux domaines voisins.
3. En ce qui concerne la partie de l'impôt sur le riz collecté sous forme de soja en grains, dont la moitié est recueillie en espèces, nous demandons que l'argent de l'impôt soit calculé sur la base du prix du riz et pas sur le prix du soja en grains.
4. En ce qui concerne l'obligation de transport du riz, nous demandons que l'obligation soit réduite à le transporter seulement aussi loin que les limites de domaine.
5. En ce qui concerne le coût du personnel des bureaux locaux et d'Edo, que nous sommes obligés d'assumer, nous demandons l'annulation de cette obligation.

### Appel au bureau du magistrat
Tôt le matin du 14 octobre, Tada Kasuke et Oana Zembei accompagnés de leurs partisans se rendent au bureau du magistrat à l'extérieur du château de Matsumoto et remettent leur lettre d'appel. Ce qu'ils n'ont pas prévu, c'est qu'une foule de paysans se rassemblent et intimident les fonctionnaires alors que Kasuke et ses partisans ont commencé leur démarche comme une mission pacifique. Un auteur réfute cette version généralement acceptée. Il affirme que les dirigeants ont l'intention de mobiliser les gens dès le début. Mais dans le processus de dramatisation de l'histoire des paysans exécutés qui seront plus tard vénérés comme gimin, leur intention initiale est transformée en un geste plus pacifique. Mais quand la rumeur se répand qu'ils font appel, des milliers de paysans affluent vers le château, dont certains prennent d'assaut des magasins et attaquent la porte du château. Mizuno Tadanaoe, le seigneur du domaine, se trouve à l'époque à Edo pour se conformer à l'obligation du sankin kōtai (présence alternée), de sorte que les dirigeants doivent régler eux-mêmes la situation. Leur principale préoccupation est de savoir combien cet incident aura un impact négatif sur la position du domaine de Matsumoto. Des milliers de paysans campent dehors dans le froid à l'extérieur du château. Dans la nuit du 16 octobre, le gouvernement du domaine publie un document de réponse signé par deux magistrats. Quand la nouvelle de la réponse papier se propage, la majorité des paysans rassemblés autour du château de Matsumoto rentrent chez eux. Mais Kasuke et ses partisans ne sont pas satisfaits de la réponse et demeurent sur place. Ils sont si déterminés à obtenir une réponse satisfaisante qu'ils restent deux nuits supplémentaires à l'extérieur du château. Finalement, cinq dirigeants signent un deuxième document de réponse qui répond favorablement à l'appel des paysans. Le document accède aux souhaits des agriculteurs de voir diminuer l'impôt. Kasuke rentre alors au village de Nakagaya avec ses partisans. Le 18 octobre, l'incident est réglé pacifiquement.

### Tactique dilatoire
Mais il s'avère que les documents de réponse signés par les dirigeants sont une tactique utilisée pour régler temporairement la rébellion. Sous la stricte administration du shogunat Tokugawa, l'incapacité d'un gouvernement de domaine à contrôler un soulèvement signifie sa déchéance pour le seigneur du domaine. Les cadres du domaine de Matsumoto responsables de la gestion de l'incident, usent de tous les moyens nécessaires pour la réprimer. Un mois plus tard, Tada Kasuke et d'autres chefs de l'insurrection sont arrêtés et les documents de réponse confisqués. Tada Kasuke et ses partisans ainsi que les membres masculins de leur famille sont exécutés sans procès. Le fils ainé de Kasuke âgé de 12 ans, son deuxième fils de 10 ans, et le fils d'à peine 5 ans d'un des compagnons de Kasuke sont exécutés bien qu'ils n'ont pas pris part à l'insurrection. Oshyun, la fille d'Oana Zembei, responsable de la transmission des invitations aux réunions secrètes au Kumano-jinja est également exécutée (comme les femmes ne doivent pas être exécutées pour un crime à l'époque féodale, son nom est changé pour le nom d'un garçon dans le compte rendu officiel, le Shimpu-tōki). Vingt-huit paysans en tout sont exécutés. Les exécutions ont lieu le 22 novembre (5 janvier 1687 selon le calendrier solaire) à deux endroits distincts. Un des sites d'exécution se trouve à Seitaka (un site temporaire) et l'autre à Idegawa. Dix-sept agriculteurs du nord du château sont emmenés à Seitaka. Kasuke, Zembei et Oshyun en font partie. Onze agriculteurs du sud du château sont emmenés à Idegawa. En plus des exécutions de novembre, le garçon nouveau-né auquel Osato, la veuve d'Oana Zembei, a donné naissance quelques mois plus tard, est condamné à mort. Mais le bébé meurt d'une maladie inexpliquée quelques semaines après la naissance. Tada Kasuke aurait appelé à la baisse des taxes quand il est attaché au poteau d'exécution. Le château de Matsumoto est construit avec un défaut structurel qui le fait pencher. La rumeur veut que cela est dû à l'appel passionné de Tada Kasuke mais en fait la rumeur apparaît pendant l'ère Meiji lorsque la tour du château commence effectivement à pencher d'un côté.

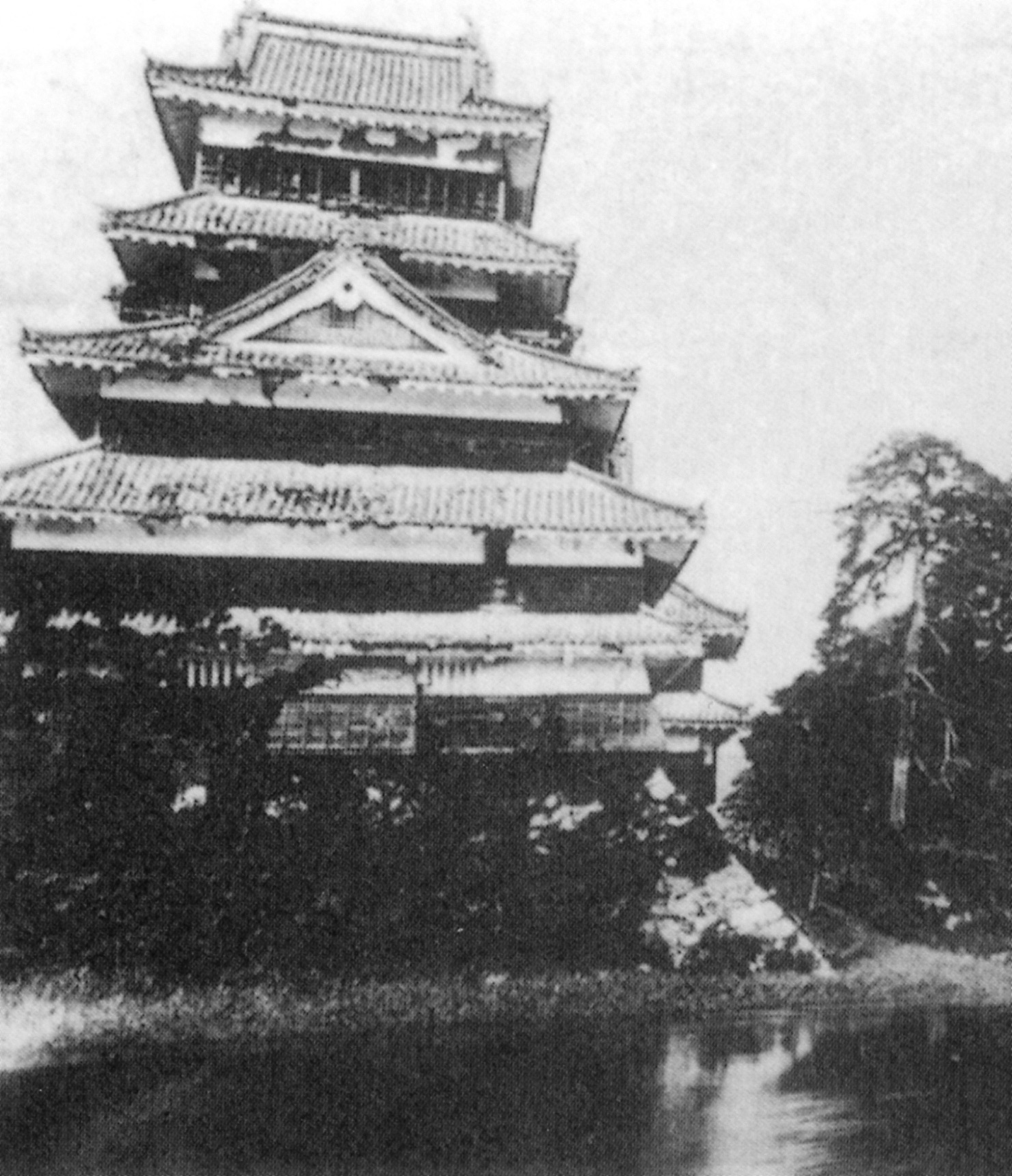
Donjon du château de Matsumoto, penchant d'un côté (archives du bureau de gestion du château de Matsumoto)

## Influence sur leJiyū-Minken Undo
Le soulèvement a été perçu comme une lutte pour le droit à la vie et estimé être un précurseur du Jiyū Minken Undo (mouvement pour la liberté et les droits du peuple de l'ère Meiji, mouvement politique très populaire au Japon dans les années 1870 et 1880. En 1886, le bicentenaire de la rébellion de Jōkyō est observé dans une atmosphère de vif intérêt pour le mouvement. Matsuzawa Kyūsaku (1855–1887), journaliste et militant Jiyū-Minken Undo des droits de l'homme de la région d'Azumidaira, écrit une pièce de théâtre inspirée du soulèvement et l'intitule Minken Kagami Kasuke no Omokage (« L'image de Kasuke, un modèle pour le mouvement des droits du peuple »).   Incidemment, Matsuzawa meurt en prison exactement 200 ans après que Kasuke et ses compagnons ont été exécutés.

## Gimin-zuka(tumulus funéraire)

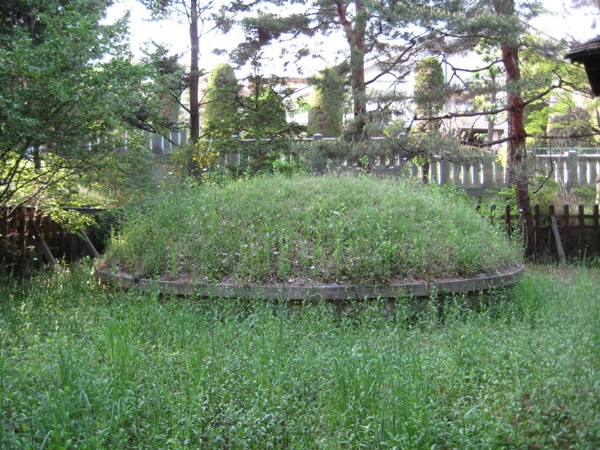
Le tumulus funéraire des paysans exécutés

En 1950, un corps humain est trouvé sur un site de construction près du sanctuaire de Seitaka à Matsumoto. Dans les semaines qui suivent, d'autres corps sont trouvés. Le nombre de corps exhumés se monte finalement à dix-huit. Dix-sept corps sont regroupés et un dix-huitième est trouvé à part des autres. Quatre des dix-sept corps sont sans tête, ce qui coïncide avec l'histoire transmise par la tradition. L'un des dix-sept corps regroupés avait un plus grand bassin et des os minces. Prenant cela en considération, la recherche historique et médicales de l'époque conclut qu'il est fort possible que les dix-sept corps regroupés sont ceux des agriculteurs exécutés de la rébellion de Jōkyō. Le corps avec un plus grand bassin doit être celui d'Oshyun, la fille d'Oana Zembei. Le corps de celui-ci a également été facilement identifié par ses os longs, parce qu'il était connu pour sa grande taille. En 1952, les corps sont enterrés dans un monticule appelé Gimin-zuka. Chaque année, le jour anniversaire de l'exécution des gimin, un service commémoratif a lieu en face du tertre.
Se pose alors la question de l'endroit où se trouvent les corps des agriculteurs exécutés à Idegawa. Il est largement admis que les onze corps ont été emportés par l'eau de la rivière car le site d'exécution se trouvait sur la rive de la Tagawa-gawa. Lorsque le Gimin-zuka est érigé, un peu de terre de l'ancien site d'exécution d'Idegawa est utilisé dans la construction.

## Musée mémorial Jōkyō Gimin

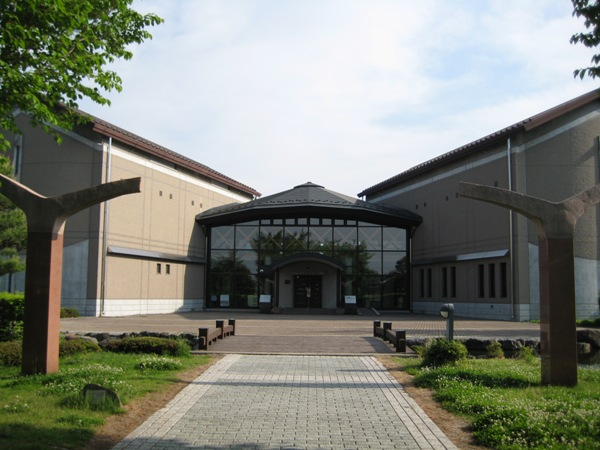
Entrée du musée mémorial Jōkyō Gimin

Après le 300e anniversaire de la rébellion, les habitants de la ville d'Azumino fondent en 1992 un musée mémorial à la mémoire des participants du soulèvement. De chaque côté de l'entrée du musée mémorial Jōkyō Gimin se trouve une plaque sur laquelle est gravé le premier article de la déclaration universelle des droits de l'homme et une seconde plaque portant gravés les 11e et 12e articles de la Constitution du Japon en japonais et en anglais. Le musée est situé juste en face de la rue de l'ancienne propriété de la famille Tada (désigné comme un bien culturel de la préfecture de Nagano en 1960).

## Source de la traduction
- (en) Cet article est partiellement ou en totalité issu de l’article de Wikipédia en anglais intitulé « Jōkyō Uprising » (voir la liste des auteurs).